# Thần tượng âm nhạc Việt Nam – Vietnam Idol
Thần tượng âm nhạc Việt Nam (tiếng Anh: Vietnam Idol) là phiên bản Việt hóa của chương trình truyền hình thực tế Pop Idol đến từ Anh, lên sóng lần đầu tiên vào ngày 23 tháng 5 năm 2007 trên kênh HTV9.
Trong hai mùa đầu tiên, chương trình được Đài Truyền hình Thành phố Hồ Chí Minh phối hợp cùng công ty Đông Tây Promotion sản xuất và phát sóng trên hai kênh HTV7 và HTV9. Từ năm 2010, Vietnam Idol được đồng sản xuất bởi Đài Truyền hình Việt Nam và công ty BHD, và chuyển sang phát sóng trên kênh VTV3 kể từ đó. Sau mùa thứ bảy vào năm 2016, chương trình đã tạm ngừng sản xuất cho đến khi công ty Cát Tiên Sa thông báo khởi động trở lại chương trình vào năm 2023.

## Lịch sử
Vietnam Idol được hình thành dựa trên Pop Idol của Anh và American Idol của Hoa Kỳ. Công ty Đông Tây Promotion cùng nhà tài trợ Unilever đã mua bản quyền định dạng này với mức giá được công bố là 2 triệu đô la Mỹ, mức phí bản quyền cao nhất được trả cho một chương trình truyền hình thực tế tại Việt Nam vào thời điểm đó.
Chương trình ra mắt vào năm 2007 tại Việt Nam với tên gọi Thần tượng âm nhạc: Vietnam Idol, dưới sự sản xuất của Đài Truyền hình Thành phố Hồ Chí Minh (HTV) và Đông Tây Promotion. Khi mùa thứ hai có lượng người xem sụt giảm, nhà sản xuất đã chuyển định dạng chương trình cho công ty BHD và Đài Truyền hình Việt Nam, bắt đầu từ mùa thứ ba (2010) với Ban Thanh thiếu niên của đài là đơn vị sản xuất. Trong các năm 2012 đến 2015, chương trình được chịu trách nhiệm bởi Ban Thể thao Giải trí và Thông tin kinh tế (sau đổi tên là Ban Sản xuất các chương trình Giải trí), trước khi chuyển giao cho Ban Văn nghệ từ năm 2016. Từ mùa thứ 5 (2013), chương trình được đổi tên thành Thần tượng âm nhạc Việt Nam theo quy định về thương hiệu của Bộ Văn hóa, Thể thao và Du lịch.
Năm 2017, BHD thông báo tạm dừng sản xuất Vietnam Idol với hy vọng "tìm kiếm tài năng mới" trong bối cảnh các chương trình ca hát thực tế tại Việt Nam ngày càng tăng lên, cùng với sự cạnh tranh gay gắt với các format hiện có như The X Factor hay The Voice.
Vào ngày 6 tháng 1 năm 2023, công ty Cát Tiên Sa thông báo sản xuất Vietnam Idol mùa tiếp theo, đánh dấu sự trở lại của cuộc thi sau bảy năm. Mùa thứ tám của chương trình được phát sóng trên kênh VTV3.

## Các mùa phát sóng

### Mùa 1
Vietnam Idol mùa đầu tiên khởi chiếu ngày 23 tháng 5 năm 2007 trên kênh HTV9 với hai người dẫn dắt chương trình Thanh Thảo và Nguyên Vũ. Thành phần ban giám khảo gồm Siu Black, Tuấn Khanh và Hà Dũng. Đêm chung kết được tổ chức vào ngày 3 tháng 10 năm 2007 tại Nhà hát Hòa Bình với việc Phương Vy đăng quang ngôi vị quán quân trước Ngọc Ánh; cô sau đó hát ca khúc đăng quang "Nụ cười và những ước mơ" nhưng không phát hành dưới dạng đĩa đơn của mình. Đã có hơn 720.000 lượt bình chọn cho đêm chung kết và đây là mùa giải duy nhất công bố số lượng bình chọn. Phương Vy, Ngọc Ánh, Thảo Trang, Trà My, Duy Khánh đã phát hành album solo sau đó và gặt hái được thành công vừa phải sau chương trình.

### Mùa 2
Tiếp nối thành công của mùa đầu tiên, mùa thứ hai của Thần tượng âm nhạc: Việt Nam Idol được dự kiến sẽ tổ chức buổi thử giọng vào tháng 6 năm 2008. Tuy nhiên, Ủy ban Nhân dân Thành phố Hồ Chí Minh (đơn vị chủ quản HTV) đã có công văn yêu cầu HTV tạm hoãn tổ chức Vietnam Idol lần 2 với lý do từ đó đến cuối năm có nhiều cuộc thi tương tự trên HTV và sự kiện không phù hợp với tình hình kinh tế xã hội hiện tại của đất nước. Nhưng sau đó, cơ quan này đã chấp thuận cho HTV tổ chức Vietnam Idol lần 2. Mùa 2 của cuộc thi lên sóng từ ngày 3 tháng 9 năm 2008 đến 16 tháng 1 năm 2009. Trong khi đó, nhạc sĩ Sỹ Luân thay thế ca sĩ Nguyên Vũ để đồng hành cùng với MC Thanh Thảo trong mùa 2. Hồ Hoài Anh và Trần Mạnh Tuấn là hai giám khảo mới cùng với giám khảo Siu Black của mùa 1. Theo tiết lộ của nhà sản xuất chương trình Phạm Lê Hiếu, bản quyền mùa thi thứ hai của Vietnam Idol được nhà sản xuất của chương trình American Idol mùa thứ sáu chia sẻ, trong đó có phần thiết kế sân khấu và phần hiệu chỉnh âm thanh ánh sáng.
Tại đêm Chung kết, Quốc Thiên đã vượt qua Thanh Duy để trở thành người chiến thắng. Bài hát đăng quang mùa một "Nụ cười và những ước mơ" đã được sử dụng lại cho mùa giải năm nay.

### Mùa 3
Sau một năm tạm hoãn, ban tổ chức thông báo mùa thi mới sẽ được cải tiến nhiều so với hai mùa thi đã qua. Thay đổi lớn nhất chính là việc đội ngũ sản xuất được chuyển giao từ HTV và Đông Tây Promotion sang VTV cùng hãng phim BHD. Siu Black trở lại làm giám khảo trong khi Nguyễn Quang Dũng, Quốc Trung, Đặng Diễm Quỳnh thay thế Hồ Hoài Anh và Trần Mạnh Tuấn. Phan Anh đảm nhận vị trí người dẫn duy nhất của mùa giải. Trong gần 40.000 người đăng ký tham gia cuộc thi  thì chỉ có 25.000 người đến thử giọng.
Mùa giải này tuân theo cấu trúc tương tự như mùa 9 của American Idol, giới thiệu lựa chọn "Cứu thí sinh", mời cố vấn cho mỗi vòng. Người chiến thắng nhận được hợp đồng thu âm với BHD Entertainment thay vì Music Faces Records như các mùa trước. Vòng bán kết và chung kết được quay tại BHD Pictures Studio và đêm chung kết diễn ra tại Trung tâm Ca nhạc Lan Anh.
Tại đêm chung kết, Uyên Linh được công bố là người chiến thắng, vượt qua á quân Văn Mai Hương. Sau đó, Linh đã thể hiện một ca khúc đăng quang mới mang tên "Cảm ơn tình yêu" và phát hành ca khúc này dưới dạng đĩa đơn đầu tay của cô một tuần sau đó.
Uyên Linh và Văn Mai Hương đã gây được sự chú ý lớn của giới truyền thông sau khi mùa giải kết thúc. Cả Linh và Hương đều đạt vị trí quán quân trên bảng xếp hạng Bài hát yêu thích. Các cựu thí sinh khác của mùa 3 cũng tiếp tục gặt hái thành công, đáng chú ý là Trung Quân và Bích Phương khi cả hai đều đã tạo ra nhiều bản hit được đón nhận từ giữa những năm 2010.

### Mùa 4
Mùa thứ tư của Vietnam Idol đã tổ chức vòng Audition tại Hà Nội, Đà Nẵng, Thành phố Hồ Chí Minh. Mỹ Tâm thay thế Siu Black tại ghế giám khảo thứ hai và MC mùa này là diễn viên Huy Khánh. Giải thưởng cho quán quân là 600.000.000 VNĐ và được kênh MTV Việt Nam hỗ trợ kinh phí thực hiện một video âm nhạc để phát trên kênh ngay sau khi chiến thắng, cũng như bảo trợ xây dựng và quảng bá hình ảnh trên kênh này trong suốt 1 năm từ sau khi kết thúc chương trình.
Ngày 1 tháng 2 năm 2013, trong đêm chung kết diễn ra tại Sân vận động Quân khu 7, Ya Suy đã đăng quang ngôi vị quán quân của mùa thi trước Hoàng Quyên. Ca khúc đăng quang của anh là "Giây phút khát khao". Sau Vietnam Idol, sự nghiệp ca hát của Ya Suy tương đối bết bát. Anh đã phát hành đĩa đơn đầu tiên "Về với lúa" vào cuối năm 2013 và tiếp tục phát hành thêm hai đĩa đơn nữa vào các năm 2014 và 2017 trước khi tuyên bố từ giã sự nghiệp ca hát vào năm 2018.

### Mùa 5
Từ mùa thứ 5, chương trình được đổi tên thành Thần tượng âm nhạc Việt Nam theo quy định về thương hiệu của Bộ Văn hóa, Thể thao và Du lịch.
Thần tượng âm nhạc Việt Nam bất ngờ trở lại vào năm 2013, hứa hẹn nhiều đổi mới bất ngờ cho người xem. Nhạc sĩ Anh Quân đã thay thế vị trí giám khảo của nhạc sĩ Quốc Trung (lúc đó đang làm huấn luyện viên cho Giọng hát Việt). Mỹ Tâm vẫn đồng hành với chương trình, trong khi đạo diễn Nguyễn Quang Dũng là giám khảo quen thuộc từ năm 2010. Nhạc sĩ Huy Tuấn vẫn là giám đốc âm nhạc của chương trình.
MC Phan Anh đã bất ngờ trở lại với tư cách là người dẫn dắt chương trình, trong khi MC hậu trường mùa này là Cao Thanh Thảo My, cựu thí sinh mùa 4. Giải thưởng cho quán quân là tiền thưởng trị giá 600.000.000 VNĐ. Ngoài ra, nhà vô địch của Thần tượng Âm nhạc 2013 sẽ xuất hiện trong video clip ca nhạc của nhãn hàng Pepsi, trở thành gương mặt đại diện của nhãn hàng dầu gội đầu Clear và nhãn hàng kem đánh răng Close-up.
Mùa giải diễn ra từ ngày 15 tháng 12 năm 2013 đến ngày 11 tháng 5 năm 2014. Hai người đứng đầu của mùa giải là Trần Nhật Thủy và Trần Thị Thùy (nghệ danh Minh Thùy). Kết thúc đêm chung kết, Nhật Thủy nhận được 52% bình chọn, trở thành quán quân của mùa 5.

### Mùa 6
Thần tượng âm nhạc Việt Nam trở lại vào đầu tháng 4 năm 2015 với những thay đổi: ca sĩ Thu Minh sẽ là giám khảo thay thế cho Mỹ Tâm, nam ca sĩ - nhạc sĩ Thanh Bùi sẽ là vị giám khảo thứ 2 thay thế cho nhạc sĩ Anh Quân, còn đạo diễn Nguyễn Quang Dũng vẫn ở vị trí ban giám khảo. Trong khi đó, Duy Hải là người thay thế vị trí của MC Phan Anh.
Ngày 2 tháng 8 năm 2015, Nguyễn Trọng Hiếu, với 71,5% bình chọn của khán giả, đã được xướng tên ở ngôi vị quán quân của Vietnam Idol, vượt qua á quân Nguyễn Bích Ngọc và ở vị trí thứ ba là Thanh Phúc. Sinh ra tại Đức và từng lọt vào top 25 trong mùa 5 của phiên bản Đức, Trọng Hiếu trở thành người nước ngoài đầu tiên chiến thắng trong lịch sử của chương trình. Ca khúc đăng quang "Con đường tôi" của Hiếu sau đó đã được phát hành dưới dạng đĩa đơn bằng cả tiếng Việt và tiếng Đức.

### Mùa 7
Thần tượng âm nhạc Việt Nam đã trở lại với khán giả từ mùa thứ 7 vào tháng 5 năm 2016. Nam ca sĩ Bằng Kiều sẽ là vị giám khảo thay thế ca - nhạc sĩ Thanh Bùi. Còn ca sĩ Thu Minh và đạo diễn Nguyễn Quang Dũng tiếp tục ở vị trí thành phần ban giám khảo. MC Phan Anh đã quay trở lại dẫn dắt chương trình, ngoại trừ đêm Gala và trao giải với sự xuất hiện của Quốc Minh.
Vietnam Idol có mùa thứ hai liên tiếp chứng kiến một người nước ngoài được xướng tên tại Vietnam Idol bước lên ngôi vị cao nhất. Janice Aranjuez Buco (nghệ danh Janice Phương) đến từ Philippines đã nhận được 54,25% bình chọn, đánh bại Phạm Việt Thắng với 45,75% và trở thành quán quân của mùa 7. Janice đã phát hành đĩa đơn cho bài hát đăng quang "Love You in Silence" với lời tiếng Anh và tiếng Việt.
Sau cuộc thi, Janice phát hành đĩa đơn bằng tiếng Việt mới mang tên "Tâm tư" vào năm 2017. Janice cho biết rào cản ngôn ngữ là nguyên nhân khiến cô chưa tạo được đột phá trong làng nhạc Việt.

### Mùa 8
Sau 7 năm tạm ngừng sản xuất, tối ngày 6 tháng 1 năm 2023, công ty Cát Tiên Sa thông báo chương trình sẽ được tổ chức trở lại. Những thông tin đầu tiên của chương trình cũng đã được nhà sản xuất công bố cùng ngày. Vòng tuyển sinh online sẽ diễn ra từ ngày 15 tháng 1 đến ngày 15 tháng 3; vòng tuyển sinh trực tiếp sẽ diễn ra từ ngày 15 tháng 3 đến 30 tháng 3 năm 2023 tại thành phố Hồ Chí Minh và Hà Nội. Đầu tháng 3, ban tổ chức kéo dài thời gian vòng tuyển sinh online tới ngày 15 tháng 5 năm 2023. Vòng tuyển sinh trực tiếp được tổ chức vào ngày 3 tháng 6 năm 2023 tại Hà Nội và ngày 10 tháng 6 năm 2023 tại thành phố Hồ Chí Minh. Đặc biệt, chương trình còn phối hợp với FG Entertainment Network (FGEN) và TAIHEN để lần đầu tiên tổ chức tuyển sinh tại California, Hoa Kỳ từ ngày 30 tháng 5 đến ngày 16 tháng 6 năm 2023, và tại Nhật Bản từ ngày 3 tháng 6 đến ngày 11 tháng 6 năm 2023.
Cuối tháng 5 năm 2023, ban tổ chức công bố 7 giám khảo sơ tuyển của mùa thi này, gồm ca sĩ Phương Vy, ca sĩ Giang Hồng Ngọc, nhà sản xuất âm nhạc Only C, Châu Đăng Khoa, Đỗ Hiếu, DTAP và nhà sản xuất - nhà báo Phan Anh. Ngày 5 tháng 7 năm 2023, ê-kíp chương trình công bố ba giám khảo chính thức bao gồm nhạc sĩ Huy Tuấn, ca sĩ Mỹ Tâm và đạo diễn Nguyễn Quang Dũng. Trong khi đó, người dẫn dắt chương trình ở mùa này là Đức Bảo.
Mùa thứ tám được phát sóng từ 8 tháng 7 năm 2023 đến 21 tháng 10 năm 2023 trên VTV3.

## Tranh cãi

### Việc bình chọn thiếu minh bạch
Cuộc thi đã bị chỉ trích dữ dội với cáo buộc quy trình bình chọn bất thường và thiếu minh bạch. Các tờ báo lớn như Thanh Niên, Tuổi Trẻ đã đăng tin về việc phiếu bầu của một thí sinh được tính cho một thí sinh khác dù không có bằng chứng xác thực nào chứng minh cáo buộc đó và ban tổ chức đã khẳng định không thao túng kết quả. Điều gây tranh cãi nhất nằm ở việc ban tổ chức không công khai số lượng tin nhắn gửi về bình chọn của mỗi thí sinh (một thông lệ của những cuộc nhắn tin bình chọn trên truyền hình tại Việt Nam) mà chỉ công bố ai được chọn vào vòng sau. Giải thích điều này, nhà tổ chức cho rằng họ làm như vậy "để tuân thủ bản quyền" và có lợi cho thí sinh. Kết quả bình chọn cũng có thể bị ảnh hưởng bởi việc cho phép mỗi số điện thoại có thể gởi đến 500 tin nhắn bình chọn và việc một số người trong cuộc "phát ngôn dẫn dắt khán giả" bình chọn.

### Liên quan đến thí sinh khuyết tật
Trong buổi thử giọng tại Hà Nội ngày 6 tháng 7 năm 2010 (mùa 3), một thí sinh được giới thiệu là nạn nhân chất độc màu da cam tên là Nguyễn Sơn Lâm (sinh năm 1982) đã đến tham dự. Màn trình diễn không giúp thí sinh này lọt vào vòng trong nhưng đã khiến giám khảo Siu Black xúc động chạy đến bên cạnh giãi bày cảm xúc: "Nếu trong chương trình của người khuyết tật, em muốn hát cho mọi người nghe, em sẽ thành công". Tuy nhiên, Sơn Lâm đã phản ứng dữ dội vì cho rằng mình bị xúc phạm và phân biệt đối xử. Siu Black đã trả lời với báo giới đó là một phát biểu chỉ có tính động viên và nêu rõ quan điểm rằng Sơn Lâm lợi dụng tình huống này để tạo tên tuổi. Lá thư mà Lâm gửi cho báo chí và các cơ quan bảo vệ quyền lợi người khuyết tật ở Việt Nam về vấn đề này đã nhanh chóng được đăng lên mạng và gây sự chú ý. Vụ bê bối ngày càng nghiêm trọng đến mức các thành viên khác trong ban giám khảo và cả những người ngoài cuộc như ca sĩ Mỹ Linh cũng tham gia ý kiến.
Ngày 30 tháng 7 năm 2010, nhà báo Đặng Diễm Quỳnh - một trong các giám khảo của Vietnam Idol, đại diện ban tổ chức cuộc thi - đã chính thức lên tiếng về sự việc này. Theo đó, ban tổ chức đã đánh giá cao sự đam mê ca hát và sự nhiệt tình tham gia cuộc thi của Sơn Lâm và luôn coi Lâm như những thí sinh bình thường khác. Về bất đồng giữa Sơn Lâm và giám khảo Siu Black, ban tổ chức cho rằng đó là hệ quả của cảm xúc. "Hành động và lời nói của giám khảo Siu Black trong phần thi của thí sinh Sơn Lâm hoàn toàn xuất phát từ xúc cảm thân ái và thiện chí. [...] Những gì khiến hai bên không vui chỉ là sự chưa gặp nhau của cảm xúc mà thôi. Còn về bản chất, Ban tổ chức không hề nghi ngờ sự thành thật và thiện chí của cả 2 bên. Vì vậy kết quả đánh giá của Ban tổ chức với phần thi của Sơn Lâm là hoàn toàn công bằng và hợp lý", nhà báo Diễm Quỳnh khẳng định.
Đối với việc công bố cảnh quay kiểm chứng sự việc, ban tổ chức cho biết đây là vấn đề liên quan đến bản quyền và họ sẽ không cung cấp tư liệu ghi hình thí sinh trước thời gian phát sóng chính thức (21 tháng 8). Sự việc sau đó chỉ lắng xuống khi đoạn video clip về buổi thử giọng của Sơn Lâm được phát sóng. Chiều hướng ủng hộ nghiêng hẳn về phía Siu Black khi nhiều người cho rằng cô không làm gì sai.

### Audio thí sinh chửi bậy
Một thí sinh tên Đức Anh sau khi bị loại ở vòng gala mùa thứ 3 đã bức xúc và tuôn ra những lời nói văng tục. Toàn bộ lời nói của Đức Anh bị ghi âm lại và tung lên mạng khiến thí sinh này mất cảm tình của khán giả và tự làm xấu hình ảnh của mình. Trong cuộc phỏng vấn với báo chí, Đức Anh nói rằng người ghi âm đoạn băng là một nam thí sinh khác trong cuộc thi tên Đăng Khoa; Đức Anh cũng cho biết đoạn ghi âm đó là lúc anh vừa bị loại, không kiềm chế được cảm xúc và đã bị cắt xén ở nhiều chỗ để tăng phần bôi xấu anh. Sau scandal này, cả Đức Anh lẫn người ghi âm là Đăng Khoa đều xin lỗi khán giả và hình ảnh của họ tiếp tục xấu đi trong mắt công chúng.

## Người dẫn chương trình và ban giám khảo

### Người dẫn chương trình
| Người dẫn chương trình | Mùa      | Mùa      | Mùa      | Mùa      | Mùa      | Mùa      | Mùa      | Mùa      |
| ---------------------- | -------- | -------- | -------- | -------- | -------- | -------- | -------- | -------- |
| Người dẫn chương trình | 1 (2007) | 2 (2008) | 3 (2010) | 4 (2012) | 5 (2013) | 6 (2015) | 7 (2016) | 8 (2023) |
| Nguyên Vũ              | Có       | Không    | Không    | Không    | Không    | Không    | Không    | Không    |
| Sỹ Luân                | Không    | Có       | Không    | Không    | Không    | Không    | Không    | Không    |
| Thanh Thảo             | Có       | Có       | Không    | Không    | Không    | Không    | Không    | Không    |
| Phan Anh               | Không    | Không    | Có       | Không    | Có       | Không    | Có       | Không    |
| Huy Khánh              | Không    | Không    | Không    | Có       | Không    | Không    | Không    | Không    |
| Duy Hải                | Không    | Không    | Không    | Không    | Không    | Có       | Không    | Không    |
| Quốc Minh              | Không    | Không    | Không    | Không    | Không    | Không    | Có       | Không    |
| Đức Bảo                | Không    | Không    | Không    | Không    | Không    | Không    | Không    | Có       |

### Ban giám khảo
| Giám khảo                    | Mùa      | Mùa      | Mùa      | Mùa      | Mùa      | Mùa      | Mùa      | Mùa      |
| ---------------------------- | -------- | -------- | -------- | -------- | -------- | -------- | -------- | -------- |
| Giám khảo                    | 1 (2007) | 2 (2008) | 3 (2010) | 4 (2012) | 5 (2013) | 6 (2015) | 7 (2016) | 8 (2023) |
| Siu Black                    | Có       | Có       | Có       | Không    | Không    | Không    | Không    | Không    |
| Hà Dũng - Tuấn Khanh         | Có       | Không    | Không    | Không    | Không    | Không    | Không    | Không    |
| Hồ Hoài Anh - Trần Mạnh Tuấn | Không    | Có       | Không    | Không    | Không    | Không    | Không    | Không    |
| Nguyễn Quang Dũng            | Không    | Không    | Có       | Có       | Có       | Có       | Có       | Có       |
| Quốc Trung                   | Không    | Không    | Có       | Có       | Không    | Không    | Không    | Không    |
| Đặng Diễm Quỳnh              | Không    | Không    | Có       | Không    | Không    | Không    | Không    | Không    |
| Mỹ Tâm                       | Không    | Không    | Không    | Có       | Có       | Không    | Không    | Có       |
| Anh Quân                     | Không    | Không    | Không    | Không    | Có       | Không    | Không    | Không    |
| Thu Minh                     | Không    | Không    | Không    | Không    | Không    | Có       | Có       | Không    |
| Thanh Bùi                    | Không    | Không    | Không    | Không    | Không    | Có       | Không    | Không    |
| Bằng Kiều                    | Không    | Không    | Không    | Không    | Không    | Không    | Có       | Không    |
| Huy Tuấn                     | Không    | Không    | Không    | Không    | Không    | Không    | Không    | Có       |

## Tạm ngừng phát sóng
- 2/2/2014, do trùng thời điểm phát sóng các chương trình trong dịp Tết Nguyên Đán Giáp Ngọ 2014.